# Celice
Celice är en svensk novellfilm från 2013, av Albin Glasell och Daniel Bajnoci.

## Handling
En hopplös romantiker blir lämnad av sitt livs kärlek en ödesdiger dag och faller in i en djup depressiv spiral. Men när han står vid kanten av förtvivlan, ånger och förlust, finner han nytt hopp från ett oväntat håll som leder honom ut på en resa - från en del av landet till en annan.

## Rollista
- Isak Johansson
- Jennelie Andersson
- Elin Olofsson
- Ralf Nordeke
- Michaela Johansson

## Om filmen
Celice skrevs av Albin Glasell och producerades av Daniel Bajnoci för produktionsbolaget Stellarvoid Productions HB med ekonomiskt stöd av Film i Halland. 
Den visades endast två gånger på bio 2013, den 19 juni och 1 augusti i Varberg.